# Lupa

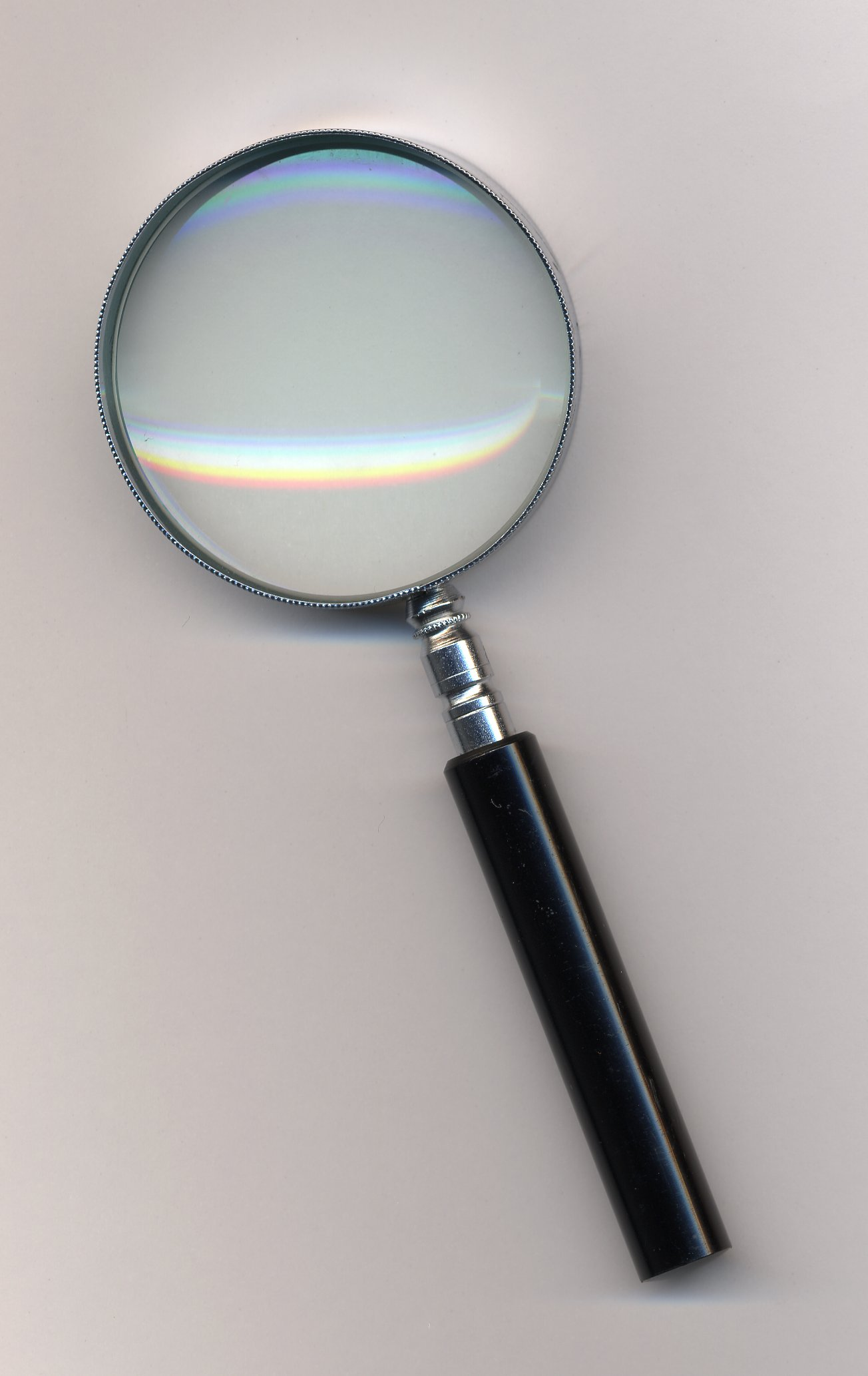
Uma lupa comum

A lupa é um instrumento óptico munido de uma lente com capacidade de criar imagens virtuais ampliadas. É utilizada para observar com mais  facilidade pequenos objetos e alguns detalhes ou superfícies. Também denominada microscópio simples, é constituída de uma única lente convergente. Para compreender como é o funcionamento da lupa, precisamos analisar tanto como a lupa conjuga imagens, como estas imagens (objetos virtuais para o nosso olho) acabam sendo projetadas na nossa retina. O olho humano só focaliza uma imagem de um objeto em sua retina se a distância entre o objeto e o olho for maior que a de um ponto específico ("Ponto Próximo"). 
Notamos facilmente que quando o objeto está mais próximo do olho que a distância do Ponto Próximo a imagem se torna desfocada. A posição do ponto próximo é variável, de pessoa para pessoa. Sendo comum essa distância ser maior em pessoas mais idosas (explicando porque algumas pessoas não conseguem ler de perto, mas esticando o braço e aumentando a distância do papel para o olho, conseguem ler sem maiores problemas). Imagine um objeto posto sobre o ponto próximo de um olho humano. O tamanho da imagem produzida na retina varia com o ângulo α que o objeto ocupa no campo de visão. Quando aproximamos o objeto do olho, aumentamos este ângulo. Assim aumentamos a capacidade de observar detalhes do objeto, mas como ele está numa distância menor que do ponto próximo, o vemos fora de foco, perdendo nitidez. 
Para fazermos com que esta imagem desfocada fique nítida novamente, colocamos uma lente convergente entre o olho e o objeto (importante que o objeto esteja mais próximo do olho do que o ponto focal da lente). O que o olho passa a enxergar é uma imagem virtual do objeto. Esta imagem fica mais distante do olho do que o Ponto Próximo, sendo uma imagem nítida. Apesar dessa ampliação, a lupa não serve para a observação de objetos muito pequenos como células,bactérias e insetos pequenos, pois nesses casos se faz necessário um aumento muito grande. A solução é associarmos duas ou mais lentes convergentes, como no microscópio composto.

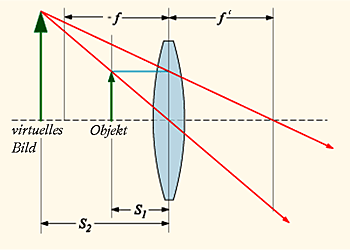
Imagem virtual construída pela lente convergente

## História
Em 1885 foi encontrada uma lupa de quartzo nas ruínas do palácio do rei Senaqueribe (708-681 a.C.) da Assíria.
Relatos do historiador Plínio (23-79 d.C.), apresentam "Vidros Queimadores", os quais eram produzidos pelos romanos, ou seja, lentes usadas para iniciar o fogo, com auxilio da luz solar. Uma lente plano-convexa foi encontrada nas ruínas de Pompéia (Roma). Fabricando vidro desde o século VI a.C. chineses também conheciam lentes de aumento e de diminuição, usando também lentes para iniciar o fogo. Na China também já moldava lentes utilizando cristal de rocha natural, desde o século X.
No século XVIII as propriedades de uma lupa foram descritas por Roger Bacon, na Inglaterra.